# Кляйнхенхен

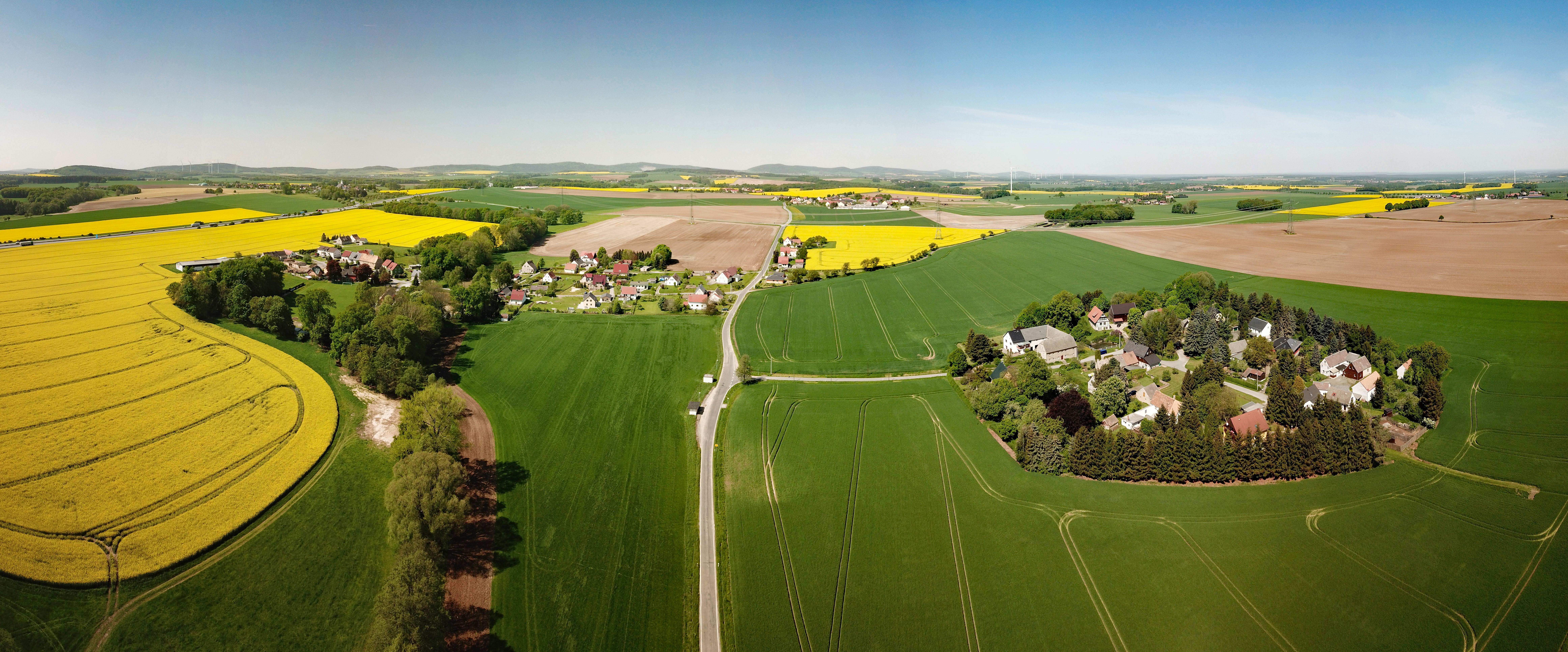
Малы-Восык слева. Справа — Нерадецы

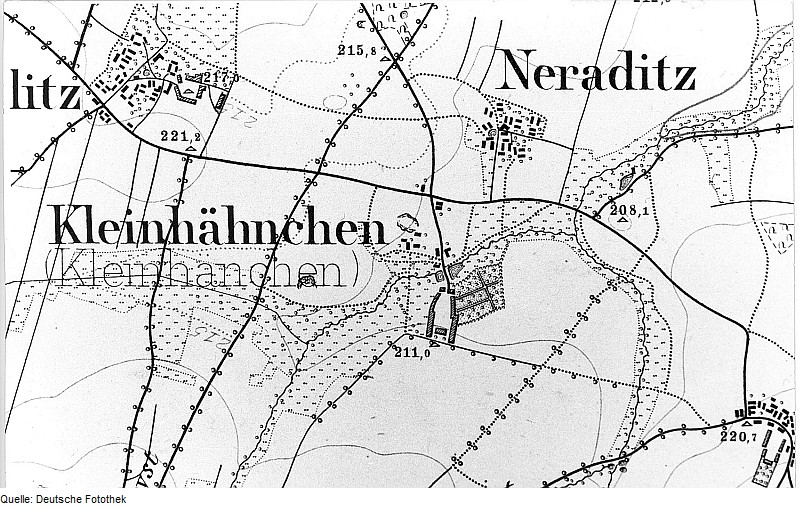
Карта 1884 года

Кляйнхенхен или Ма́лы-Во́сык (нем. Kleinhänchen; в.-луж.  Mały Wosyk) — деревня в Верхней Лужице, Германия. Входит в состав коммуны Буркау района Баутцен в земле Саксония. Подчиняется административному округу Дрезден.

## География
Соседние населённые пункты: на северо-востоке — деревня Часецы коммуны Паншвиц-Кукау, на востоке — деревня Вучкецы, на юго-востоке — деревня Панецы, на юго-западе — деревни Горни-Вуезд и Йедлица.
В границы деревни также входит деревня Нерадецы, не имеющая собственного юридического статуса сельского поселения.

## История
Впервые упоминается в 1290 году под наименованием Frisco de Heinichen.
До 1957 года была центром самостоятельной коммуны с деревнями Нерадецы и Новы-Двор. С 1957 по 1974 года входила в состав коммуны Аушковиц, с 1974 по 1994 — в коммуну Едлиц. С 1994 года входит в современную коммуну Буркау.
Деревня не входит в официальную Лужицкую поселенческую область.
Исторические немецкие наименования:
- Frisco de Heinichen, 1290
- Cleynen Henchin, 1466
- Henichen opitz am Taucher, 1500
- Hennichen beym Taucher, 1526
- Klein-Hänichen, Kleine Heinichen, 1559
- Klein Haynchen, 1617
- Kleinhähnchen (Kleinhänchen), 1875

## Население
Согласно статистическому сочинению «Dodawki k statisticy a etnografiji łužickich Serbow» Арношта Муки в 1884 году в деревне проживало 63 человека (из них — 47 серболужичанина (75 %)).
| 1834 | 1871 | 1890 | 1910 | 1925 | 1939 | 1946 | 1950 | 1964 | 1990 | 2011 |
| ---- | ---- | ---- | ---- | ---- | ---- | ---- | ---- | ---- | ---- | ---- |
| 130  | 67   | 71   | 229  | 234  | 189  | 231  | 235  | 305  | 471  | 121  |

## Достопримечательности
Памятники культуры и истории земли Саксония
- Жилой дом, находится в деревня Нерадецы, № 1, 1811 (№ 09289478).